# Luis Carlos Gómez
Luis Carlos Gómez (Ciudad de Panamá, Panamá, 18 de diciembre de 1992) es un tenista panameño.

## Biografía
Gómez hace apariciones en la Copa Visita Panamá.Gómez representa a Panamá en la Copa Davis, donde tiene un récord de victorias y derrotas en individuales de 2-3 y de victorias y derrotas en dobles de 4-8. El evento del Grupo III de las Américas se llevó a cabo del 17 al 22 de junio de 2019 en el Escazu Country Club de Costa Rica en cancha dura, y Gómez participó tanto en individuales como en dobles. El equipo de Panamá venció a los equipos de Honduras, Bermudas y Trinidad y Tobago por 2-1, pero perdió ante los equipos de Jamaica y Cuba por 1-2.